# 野扁豆
野扁豆（学名：Dunbaria villosa），又名毛野扁豆，为豆科野扁豆屬下的一种攀援草本植物，葉子呈菱形、有柔毛，開黃色小花。全草或種子可入藥，有清熱解毒、消腫止帶的功效。

## 扩展阅读
- 維基物種上的相關：毛野扁豆